# Mazda Cosmo
El Mazda Cosmo es un automóvil de gran turismo cupé que fue producido por Mazda desde 1967 hasta 1995. Fue el primer automóvil con motor rotativo fabricado en serie. A lo largo de su historia, el Cosmo sirvió como un vehículo de "halo" para Mazda, y el primer Cosmo lanzó con éxito el motor Mazda Wankel. La última generación de Cosmo sirvió como el vehículo insignia de Mazda en Japón, y se vendió como Eunos Cosmo a través de su división de lujo Eunos en Japón.
Mazda eligió usar el nombre "cosmo", lo que refleja la fascinación cultural internacional con la Carrera espacial, ya que Mazda quería mostrar el motor rotativo como una visión de futuro, con un enfoque en los desarrollos futuros y la tecnología.

## Primera generación (1967–1972)
El primer Mazda con el nombre de Cosmo (llamado 110S en los modelos destinados a la exportación) fue (junto con el NSU Ro 80) uno de los primeros automóviles de producción en contar con un motor Wankel de 2 rotores. Se presentó un prototipo en el Salón del Automóvil de Tokio de 1964, un mes antes de los Juegos Olímpicos de verano de 1964, y después de la introducción de la NSU Spider en el Salón del Automóvil de Fráncfort; Se produjeron 80 cosmos de preproducción para el departamento de pruebas de Mazda (20) y para pruebas de concesionarias (60) entre 1965 y 1966. La producción total comenzó en mayo de 1967 y duró hasta 1972, aunque los cosmos se construyeron a mano a una tasa de solo unos una por día, para un total de 1,176 (343 Serie I y 833 Serie II). El auto también fue presentado en el show El regreso de Ultraman.
Cosmos fueron construidos en cinco lotes:
| Dato                               | Número | Motor | Descripción                                |
| ---------------------------------- | ------ | ----- | ------------------------------------------ |
| 1963                               | 2      | 8A    | prototipo Cosmo                            |
| 1964                               | 1      | 10A   | Prototipo del Salón del Automóvil de Tokio |
| Enero de 1965                      | 80     | 0810  | autos de prueba de preproducción           |
| Mayo de 1967 – julio de 1968       | 343    | 0810  | Serie I                                    |
| Julio de 1968 – septiembre de 1972 | 833    | 0813  | Serie II                                   |

### Carreras
En 1968, Mazda fue a competir con el Cosmo. Seleccionaron una de las pruebas más duras de Europa para demostrar la confiabilidad del motor rotativo, el Marathon de la Route de 84 horas en el legendario circuito de Nürburgring en Alemania. Se ingresaron dos Cosmos en su mayoría de acciones, junto con otros 58 autos. Un cambio importante en los motores 10A de los autos fue la adición de un novedoso sistema de admisión de puertos laterales y periféricos: una válvula de mariposa se cambió de lado a puerto periférico a medida que aumentaban las RPM. Los motores estaban limitados a 130 CV para mejorar la durabilidad.
Los autos corrieron juntos en el cuarto y quinto lugar durante la mayor parte de la carrera, pero el auto japonés fue retirado con daños en el eje en la hora 82. El otro auto, conducido por belgas, completó la carrera en el cuarto lugar general. Esta iba a ser la única salida de carreras para el Cosmo: el próximo Mazda sería un Familia Rotary (R100).

## Serie I
El Cosmo Serie I/L10A fue impulsado por un motor de doble rotor 0810 con 982 cc de desplazamiento y produjo aproximadamente 110 hp (por lo tanto, el nombre 110). Utilizaba un carburador de cuatro cilindros de Hitachi y un diseño de encendido extraño: dos bujías por cámara con distribuidores dobles. Una transmisión manual de cuatro velocidades y llantas de 14 pulgadas eran estándar.
En Japón, la instalación de un motor rotativo le dio a los compradores japoneses una ventaja financiera cuando llegó el momento de pagar el impuesto anual sobre la carretera, ya que compraron un automóvil que era más poderoso que un motor en línea tradicional, pero sin la penalización por tener un motor. en el tramo de impuestos por encima de un litro más alto.
La suspensión delantera era un diseño de doble brazo de suspensión con una barra antivuelco. La parte trasera utilizaba un tubo de Dion con suspensión de ballesta. Frenos de disco de 10 pulgadas (254 mm) sin asistencia se encontraron en la parte delantera con frenos de tambor de 7.9 pulgadas (201 mm) en la parte trasera. El rendimiento en el cuarto de milla (400 m) fue de 16.4 s, con una velocidad máxima de 115 mph (185 km/h). El precio fue más bajo que el Toyota 2000GT a 1,48 millones de yenes (US $ 4,100).

## Serie II

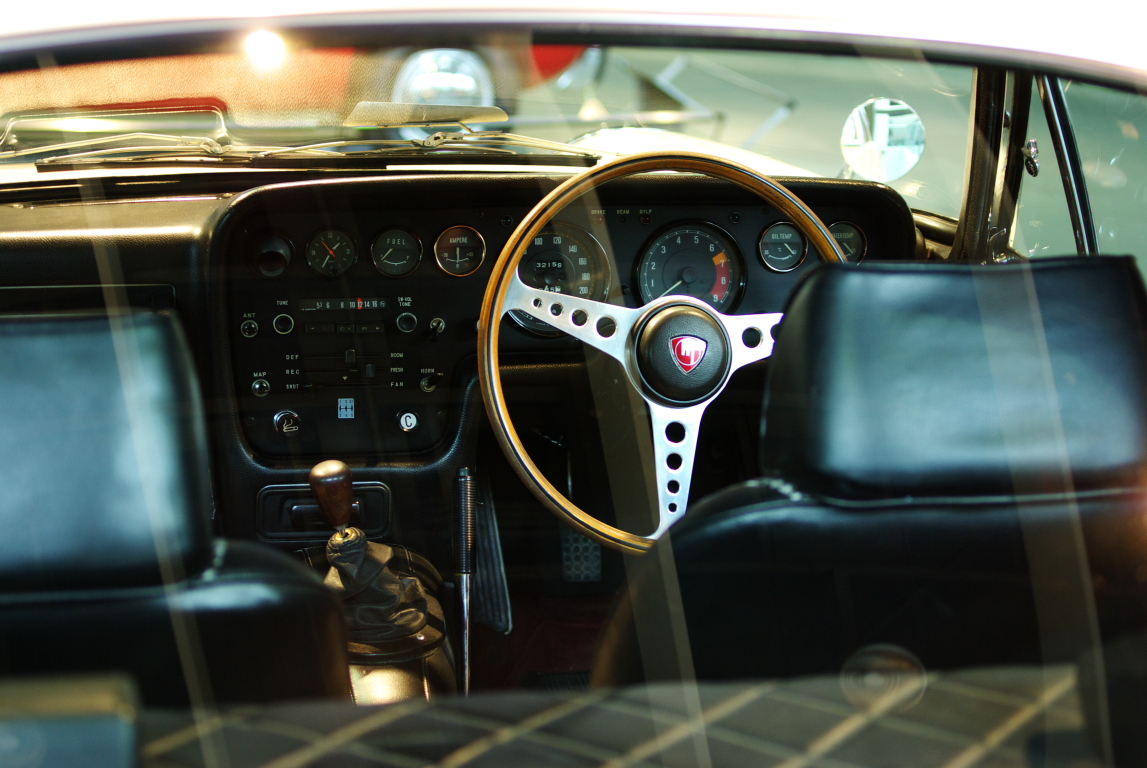
Serie II L10B interior

La Serie II/L10B se introdujo en julio de 1968. Tenía un motor 0813 más potente de 128 hp (95 kW)/103 lb·ft (140 N·m), frenos de potencia, llantas de 15 pulgadas y una transmisión manual de 5 velocidades. La distancia entre ejes se había ampliado en 15 pulgadas (38,1 cm) para tener más espacio y una mejor conducción. Este Cosmo era bueno para más de 120 mph (193 km / h) y podía acelerar para cubrir un cuarto de milla (400 m) en 15.8 s.
Los cambios visuales incluyeron una rejilla más grande debajo del parachoques delantero con dos salidas de ventilación adicionales a cada lado de esta "boca". Solo se fabricaron 833, y menos de seis modelos Serie II se importaron inicialmente a los Estados Unidos. El precio subió un poco a 1,48 millones de yenes (US $ 4,390).
El comediante y expresentador de programas de entrevistas, Jay Leno, posee un Cosmo Serie II de 1970 que se presentó en la serie North American Speed Channel My Classic Car en marzo de 2006. Se creía que era el único Cosmo Serie II que quedaba en los Estados Unidos, aunque el original El motor Cosmo 10a fue reemplazado por un RX-7 12a.
Sin embargo, la división de Estados Unidos de Mazda "encontró otra en el garaje del recolector de autos Glenn Roberts del área de Phoenix e hizo una oferta que no pudo rechazar", según el número de septiembre de 2007 de la revista Car and Driver ("A Tale of Two Rotaries"). También hay un Cosmo Serie II en una colección en Alberta, Canadá.
Un 1970 Mazda Cosmo Sport Series II L10B Coupé se vendió en enero de 2015 por una prima inclusiva de US $ 110,000 en una subasta en Bonhams.

## Segunda generación (1975–1981)

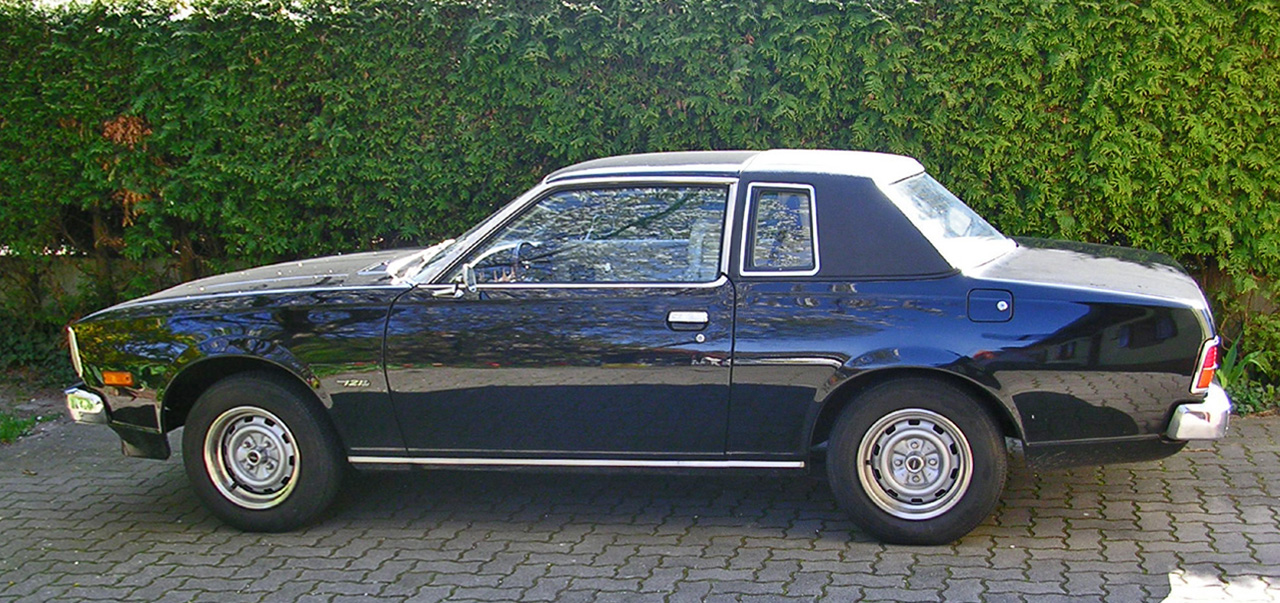
Mazda 121 L

El CD Cosmo de segunda generación apareció en 1975 y duró hasta 1981. Fue conocido como el Cosmo AP (Anti-Contaminación) en Japón, y se vendió internacionalmente como el Mazda RX-5, aunque en algunos mercados de exportación su contraparte accionada por pistón se llamó el Mazda 121 (un nombre que luego se aplicó al modelo de subcompacto de Mazda).
Mazda América usó el nombre de Mazda Cosmo y lo ofreció desde 1976 hasta 1978, luego de lo cual el Mazda RX-7 fue reemplazado por su cupé deportivo de motor rotativo. El CD Cosmo/RX-5 se posicionó como un auto de lujo personal, ofrecido como un cupé de notchback, llamado Landau, que incluía una "ventana de ópera" y un revestimiento de vinilo acolchado, que parecía estar influenciado por la era de la década de 1970 Lincoln Continental. También estaba disponible como un fastback, pero ninguno de los estilos de carrocería encontró muchos compradores internacionales. Sin embargo, fue un éxito enorme en Japón, donde se vendieron más de 55,000 solo en el primer año. Este nuevo estilo de carrocería compitió con el Toyota Crown, el Nissan Cedric, el Nissan Gloria y el cupé Mitsubishi Galant Lambda recientemente introducido en Japón. 
Debido a sus bajas ventas como exportación, la versión de la Serie II, construida a partir de 1979, no se exportó y siguió siendo solo una venta doméstica japonesa. RX-4 exportado a Europa vio muy poca competencia en el mercado equipado con motor rotativo, con la introducción del Citroën GS Birotor de corta duración, así como cualquier sedán NSU Ro 80 restante.
El Cosmo era el cupé con motor giratorio más grande de Mazda, basado en el piso y la mecánica del piso Mazda Luce de la serie LA, pero un poco más pesado debido al diseño del cuerpo y los detalles más lujosos, incluyendo una suspensión trasera de cinco eslabones y frenos de disco traseros. Estaba disponible con los motores 12A y 13B. A esta serie Cosmo se unió el Mazda Roadpacer de corta duración, un sedán grande y pesado que solo funciona con un motor rotativo.
La versión del motor de pistón, el Cosmo 1800, utilizó un motor SOHC en línea de 1769 cc (80 x 88 mm) que produce 100 PS (73.5 kW) y 110 lb⋅ft (149 N⋅m). También estaba el Cosmo 2000 más grande con 110 CV (81 kW).
El motor rotativo tenía ventajas financieras para los consumidores japoneses en el sentido de que el desplazamiento del motor permanecía por debajo de 1,5 litros, una determinación significativa al pagar el impuesto anual sobre la carretera de Japón que mantenía la obligación asequible para la mayoría de los compradores, al tiempo que tenía más poder que los motores en línea tradicionales.

## Tercera generación (1981–1989)

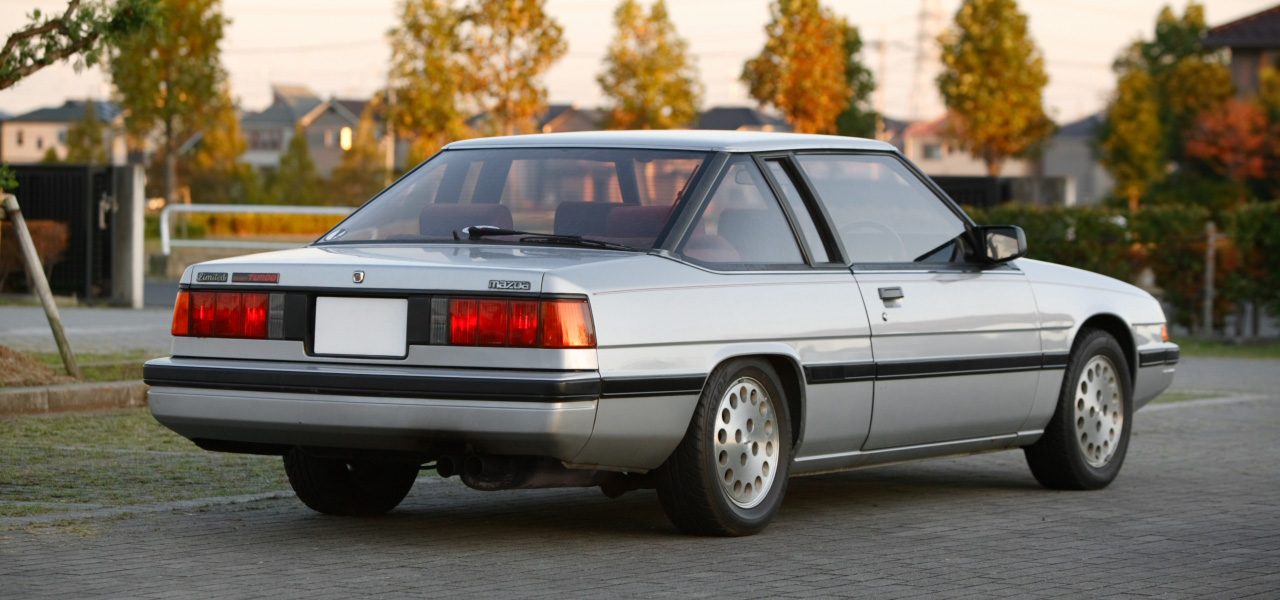
Cosmo dos puertas cupé
Rotaty turbo

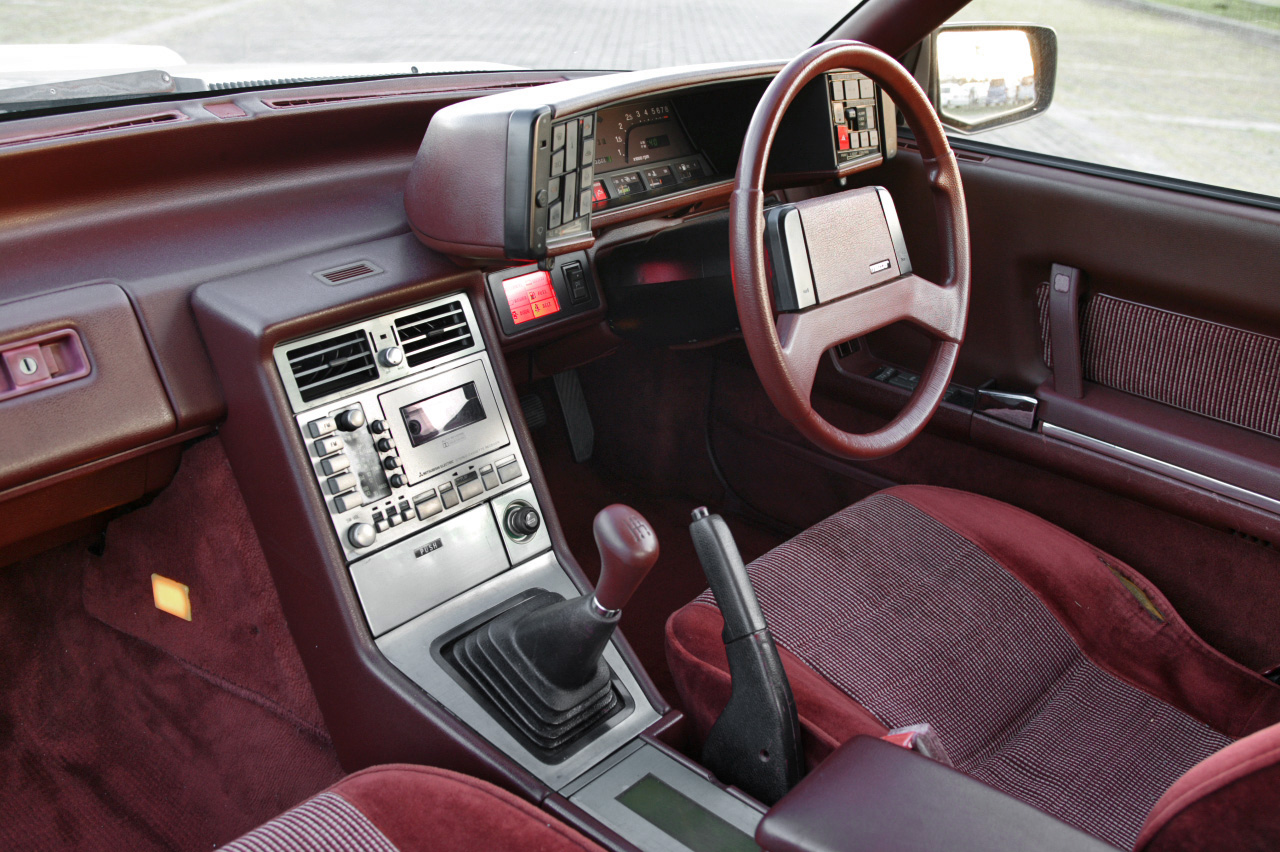
Cosmo de dos puertas coupé interior.

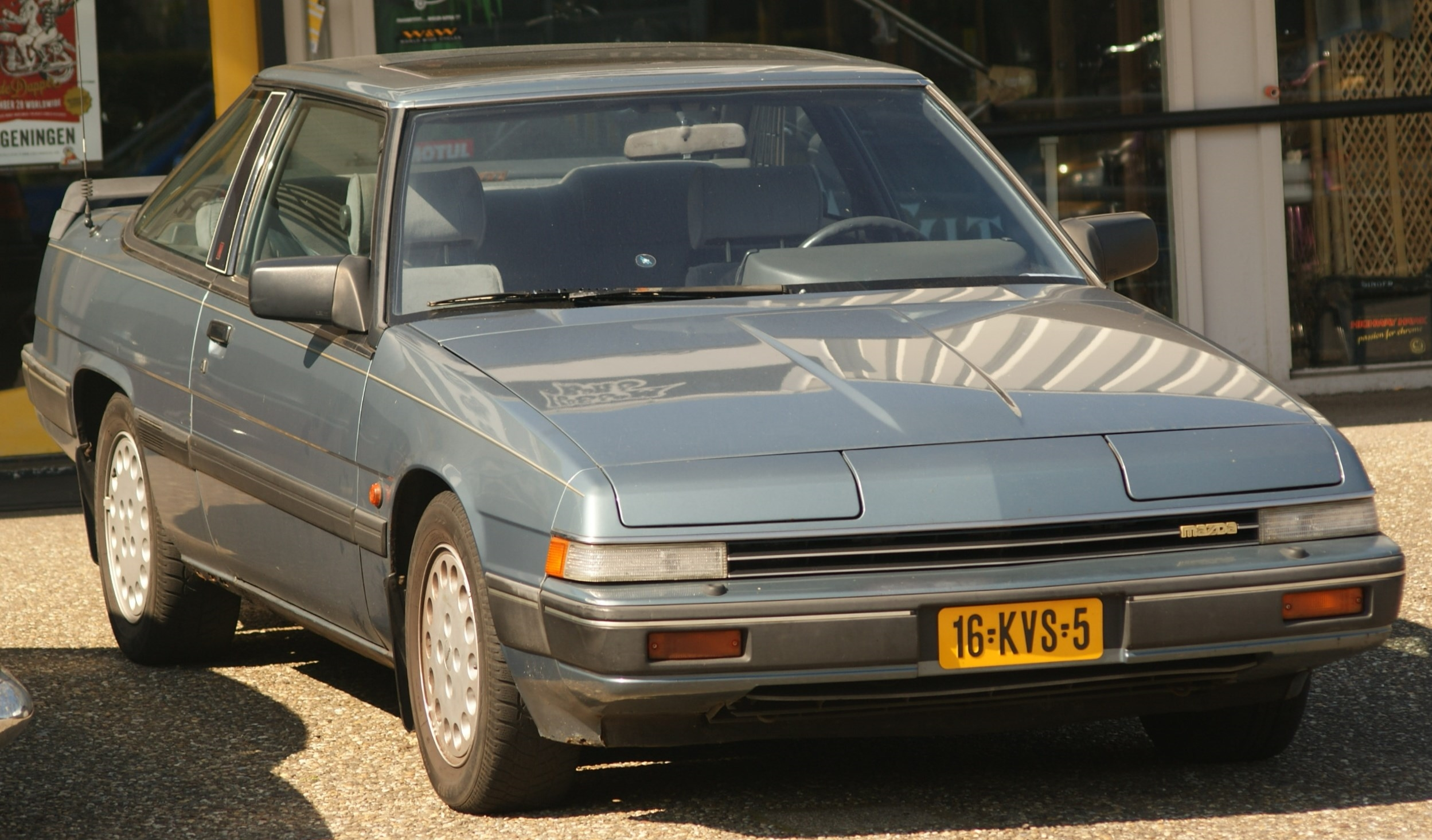
Mazda 929 cupé 1986

La tercera generación del HB Cosmo de 1981 compartió el chasis del Mazda HB con su gemelo, el Mazda Luce (comercializado en el extranjero como el Mazda 929). El HB Cosmo se ofreció como cupé y sedán, y se exportó a Europa como el 929, junto con el sedán Luce, que compartía el nombre de exportación de 929. El HB Cosmo fue el único automóvil en la historia del automóvil que ofreció una opción de motores de pistón de gasolina y diésel y motores rotativos, y esta fue la última generación de Cosmo exportada.
El sedán Cosmo fue una versión diseñada por credencial del sedán Luce, con el cupé y el sedán Cosmo vendidos en un concesionario exclusivo llamado Mazda Auto, mientras que el Luce estaba disponible solo como un sedán, vendido en concesionarios japoneses establecidos previamente en Mazda. Todos los vehículos de la marca Cosmo se instalaron solo con motores rotativos, mientras que el Luce ofrecía motores rotativos y de pistón. Más tarde, en 1991, las ubicaciones de Mazda Auto pasaron a llamarse Eunos.
Cuando la serie FC Mazda Savanna RX-7 se introdujo internacionalmente en 1986, esta serie Cosmo coupé mantuvo su primera posición como el auto de lujo de gran potencia personal giratoria de Mazda, con un cómodo asiento trasero, maletero y todas las comodidades de lujo disponibles, al tiempo que adoptaba los faros retráctiles desde el RX-7.
Mazda ofreció tres motores rotativos diferentes para la serie HB. A 12A-6PI (para "inducción de seis puertos"), 12A-turbo y 13B-RESI, todos con inyección electrónica de combustible multipuerto. Este último disponible solo con transmisión automática. El coupé Cosmo 12A-turbo de 1982 fue oficialmente el auto de producción más rápido en Japón hasta que fue superado por el R30 Skyline RS con motor FJ20ET.
El motor rotativo tenía ventajas financieras para los consumidores japoneses en el sentido de que el desplazamiento del motor permanecía por debajo de 1,5 litros, una determinación significativa al pagar el impuesto anual sobre la carretera de Japón que mantenía la obligación asequible para la mayoría de los compradores, mientras que tenía más poder que los motores en línea tradicionales.
Los nombres de HB Cosmo & Luce se utilizaron en Japón, siendo el 929 la versión de exportación (que no estaba disponible con las opciones de motor rotativo). Mientras que Luce se actualizó en 1986, la variante de Cosmo se mantuvo en producción hasta 1989.
El Mazda 929 Turbo EGI (inyección electrónica de gasolina) de lujo estuvo disponible en Australia desde 1986 hasta mayo de 1987 (con estos últimos autos producidos en 1986). Usó el motor FET y vino solo con una transmisión manual. No todos los modelos 929 de dos puertas utilizaron el FET, la mayoría utilizaron otras variantes del motor FE, ya sea Carburetor o EGI con transmisión automática opcional de cuatro velocidades. La versión FET turboalimentada de 2.0 L (1998 cc) con inyección de combustible produjo 135 hp (100 kW) y 175 lb · ft (237 N·m). Era un motor SOHC de 8 válvulas enfriado por agua con un pequeño turbocompresor y sin intercooler.

## Cuarta generación (1990–1996)
El Eunos Cosmo (basado libremente en el concept car MX-03 de 1985) comenzó su producción en 1990 en la nueva plataforma JC. El Eunos Cosmo fue el buque insignia de primera línea del canal de lujo Eunos. Es el único Mazda que utiliza un motor de triple rotor. El auto fue un coupé 2+2 y fue cargado con servicios de energía. Siguiendo el tema de lujo japonés, solo estaba disponible una transmisión automática de 4 velocidades controlada electrónicamente.

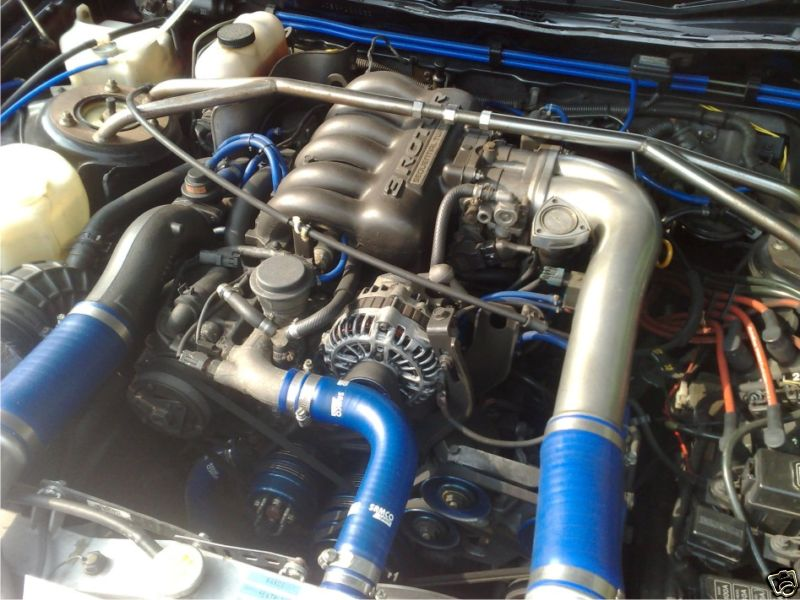
Motor Mazda 20B-REW de tres rotores

En Japón, las ventas se vieron afectadas por el hecho de que esta serie Cosmo ya no cumplía con las regulaciones de dimensión del gobierno japonés, y los compradores japoneses eran responsables de los impuestos anuales por conducir un automóvil más grande en comparación con las generaciones anteriores.
Dos motores estaban disponibles, el turbo doble 13B-RE y el 20B-REW. El triple rotor 20B tenía 2 litros (1962 cc) de desplazamiento, lo que lo convierte en el rotativo de mayor capacidad ofrecido por Mazda. Producía 300 hp (224 kW; 304 PS) y 403 N⋅m (297 lb⋅ft) de torque con turbocompresores dobles.
La serie JC Cosmo marcó varias novedades en la historia del automóvil. Sus motores 13B-RE y 20B-REW fueron los primeros sistemas turbo secuenciales gemelos de producción en serie construidos en Japón que se ofrecerán a la venta en un automóvil con motor rotativo. La serie FD RX-7, conocida internacionalmente, no recibió el motor doble turbo 13B-REW hasta principios de 1992. El Eunos Cosmo fue el primer automóvil de producción en tener un sistema de navegación GPS incorporado, y el primero en Japón en use el sistema de comunicación de datos en serie "Palmnet" para la operación de ECU a ECAT.
Esta cuarta generación de Cosmo también se adelantó a su tiempo en forma electrónica al ofrecerle con Car Control System, una pantalla táctil a color CRT que controla el control del clima, el teléfono móvil, la navegación con GPS, la televisión NTSC, la radio y el reproductor de CD.

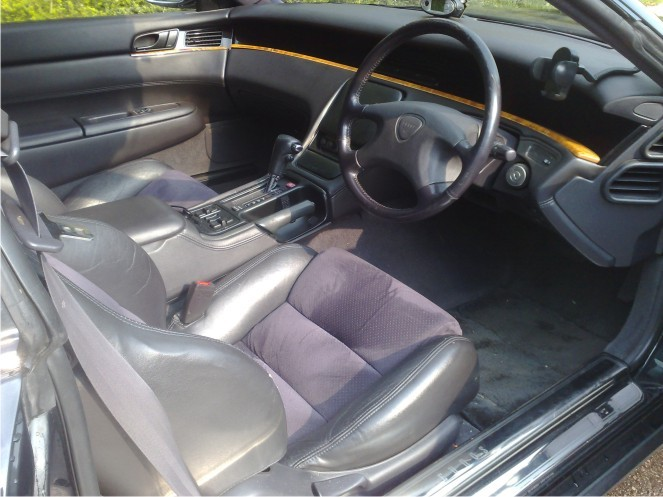
Cosmo interior

El Cosmo tenía una velocidad limitada de 180 km/h (111.8 mph) para cumplir con las regulaciones japonesas, pero la versión 20B-REW era capaz de 255 km/h (158.4 mph) si se le daba un recorrido libre. Con más de 380 N⋅m (280 lb⋅ft) de torsión disponibles a solo 1800 RPM, el Cosmo podría lanzarse desde la velocidad de parada a la autopista rápidamente; Sin embargo, esto se produjo a expensas del consumo de combustible pesado. El JC Cosmo era caro incluso para los estándares de hoy, ya que Mazda aún no ha igualado el precio de venta de este automóvil unos 22 años después por cualquier otra cosa en su rango.
El Cosmo se fabricó desde febrero de 1990 hasta septiembre de 1995 y reunió un total de 8,875 ventas. Una división de 60/40 ventas entre las variantes 13B-REW y 20B-REW hizo que la versión de triple rotor 20B-REW fuera un coche más raro. Aunque el Cosmo seguía siendo un vehículo exclusivo para el mercado japonés (la exportación se había propuesto originalmente bajo el canal de ventas Eunos y bajo la marca Amati en los EE. UU.).), los cosmos usados han encontrado su camino a varios países de RHD gracias a las regulaciones de importación para los importadores privados de estos países. El Cosmo aparece en Sega GT y en los juegos Gran Turismo y Gran Turismo 2, así como en la serie de juegos arcade Wangan Midnight: Maximum Tune 1, 2, 3, 3DX, 3DX+, 4 y 5.
Dimensiones
- Distancia entre ejes: 2,750 mm (108.3 in)
- Pista delantera: 1,520 mm (59.8 in)
- Riel trasero: 1,510 mm (59.4 in)
- Longitud: 4,815 mm (189.6 in)
- Ancho: 1,795 mm (70.7 in)
- Peso: 1,570 kg (3,461 lb)

Motores
- JCESE = Serie-I (90–93) – 20B
- JCES = Serie-II (94–95) – 20B
- JC3SE = Serie-I (90–93) – 13B
- JC3S = Serie-II (94–95) – 13B